# ادی باومن
ادی باومن (انگلیسی: Edy Baumann; ۱۲ ژوئیهٔ ۱۹۱۴ – ۲۷ نوامبر ۱۹۹۳) دوچرخه‌سوار اهل سوئیس بود.